# F. Tóth Géza
F. Tóth Géza (Csorna, 1945. április 28. – Miskolc, 2017. január 17.) geológus, pedagógus, a Miskolcterv igazgatója, ismert miskolci lokálpatrióta.

## Élete
Öcsödön és Túrkevén járt általános iskolába, majd a szegedi Rózsa Ferenc Gimnáziumba járt. Felsőfokú tanulmányait a József Attila Tudományegyetemen folytatta, ahol 1968-ban középiskolai tanári és geológus oklevelet szerzett.
Diplomája megszerzése után Miskolcon telepedett le, és szinte azonnal bekapcsolódott különböző társadalmi szervezetek munkájába (MTESZ, Magyarhoni Földtani Társulat, a Magyar Hidrológiai Társaság, Magyar Karszt- és Barlangkutató Társulat). Több mint tíz évig volt titkára a TIT Földrajzi Szakosztályának, illetve vezetője volt az Országjárók Egyesületének. 2002-től tagja volt városi közgyűlés mellett működő városfejlesztési és városüzemeltetési bizottságnak. Mozgató rugója volt a Sportcsarnokban hosszú éveken át megrendezett ipari kiállítás és vásárnak. Megalapítója volt a Berekaljai Civil Szervezetnek és a „Diósgyőrért” Diósgyőri Vár Térségének Fejlesztéséért közhasznú alapítványnak. Munkájához kapcsolódóan is tevékenyen részt vett az Avasi Ifjúsági Sporttelep (1975), a Miskolci Műjégpálya I (1979), a Miskolci Vadaspark (1983), a Herman Ottó Emlékpark (1984), a Miskolci Műjégpálya II (1987), a Tudomány és Technika Háza (1984) létrehozásában. Az ő javaslatára jött létre a Miskolci Egyetemen az 1983-tól évente megrendezésre kerülő ásványbörze, illetve ásványfesztivál, az ő ötlete volt a 2003-ban elindult, azóta is nagysikerű mikulásvonat.
Igazi miskolci lokálpatriótává vált. Létrehozta és irányította a belváros megmentésére életre hívott Miskolcterv nevű vállalatot, ahol feldolgozták a Széchenyi és a Kossuth utcák felújított épületeinek történetét, értékeit, illetve megszervezte az egyes utcák névadóinak márványtáblával való megörökítését. Tevékenysége során nagy segítségére volt Dobrossy István hasonló célú kutató munkájának. 2007-ben javasolta a Pávai-Vajna Ferenc által elkezdett lillafüredi hőforrás-fúrás újrakezdését, és kezdeményezésére 2008-ban felavatták Lillafüreden Pávai-Vajna Ferenc emlékhelyét. Számos folyóiratcikket és könyvet írt.
Munkásságát számos kitüntetéssel ismerték el (MTESZ, TIT, KISZ és Miniszteri kitüntetések).
Két gyermeke született (Judit, 1970, Gábor 1972). Felesége 1994-ben elhunyt, ő maga 2000-ben, 55 évesen, szívproblémák miatt nyugdíjba kényszerült.

## Írásai
- Világkiállítás, 1995. Miskolc megyei város vállalkozási koncepciója. Kézirat, 1990
- Liber anecdotarum. Miskolc, 2003
- Geológusképzés Szegeden, 1922–2000.  Borsod-Abaúj-Zemplén Megyei Tanács Művelődésügyi Osztálya, Miskolc, 2004 ISBN 963430656X
- Móra Ferenc miskolci tisztelői és barátai körében: ünneplők rajongták körül. Miskolci tükör, 2007. május 11. 50–51. o.
- Lillafüred elnevezésének hiteles története. In: Bekes Dezső szerk.: Miskolci kalendárium 2007. Miskolci Kommunikációs Kht., Miskolc, 2006. 71–72. o.
- Forró, folyékony kincsünk: Pávai Vajna Ferenc emlékműve Lillán. Miskolci tükör, 2009. május 11. 53. o.
- 125 éve született Pávai-Vajna Ferenc, a „hévízek atyja”. Honismeret, 39. évf. 2. sz. 2011, 12–14. o.